# Fåfjord
Der Fåfjord ist einer der nördlichen Mündungsarme des Nordfjords im Fylke (Provinz) Vestland in Norwegen.
Er verläuft auf etwa 10 km Länge von Nordwest nach Südost zwischen den Inseln Husevågøya und Gansøya im Norden und Bremangerland im Süden. Parallel zu ihm verläuft auf der Nordseite von Husevågøya und Gansøya der Vågsfjord, ein zweiter nördlicher Zugang zum Nordfjord.
In der Fahrwassermitte verläuft die Grenze zwischen den beiden Kommunen Kinn im Norden und Bremanger im Süden.
Der Fåfjord endet südlich von Gansøya, wo er in den weiter nach Südosten führenden Skatestraumen übergeht und wo der kurze Djupsund zwischen Gansøya und der kleinen Insel Risøya nach Nordosten in den eigentlichen Nordfjord hinübergeht.
Eine Autofähre, die äußerst westliche im Bereich des Nordfjords, überquert den Fåfjord von der Siedlung Oldeide auf Bremangerland zum Südende der Insel Husvågøya und geht von dort weiter über den Vågsfjord nach Måløy auf Vågsøy, wo Anschluss an die Provinzstraße Rv15 und damit an das norwegische Straßennetz besteht.